# Pierre Chemin
Pour les articles homonymes, voir Chemin (homonymie).
Pierre Chemin, né le 11 février 1952 à Schaerbeek en Belgique, est un réalisateur et auteur-compositeur-interprète belge notamment connu pour son répertoire pour enfants.

## Biographie
Après des études à l'Institut national supérieur des arts du spectacle (INSAS) terminées en 1976, section Radio-TV, Pierre Chemin a travaillé à Média Animation asbl jusqu'en 2017. Il y assurait la coordination du secteur production/réalisation (son, vidéo, graphisme, NTIC) qui s’adresse en priorité aux secteurs de l'associatif et de l’éducation. 
Dans le domaine musical, il lance en 1979 l’opération Parents si vous chantiez. C’est une invitation aux parents créateurs de chansons pour leurs propres enfants à partager celles-ci avec d’autres parents. Elle débouche sur un 33 tours portant le même nom que l’opération. 
En 1993, il réalise le Cordon Musical, un album qui se veut une première discothèque très diversifiée à l’intention des tout-petits et de leurs parents. Il sera suivi du Cordon Pictural, une boîte magique qui associe musiques d’éveil et créations picturales, et du Cordon Nord/Sud un album musiques du monde pour toute la famille.
En 2010, il réalise Le Jouet Musical, un album entièrement composé et réalisé sur des instruments jouets. Ce CD a pour but d'inciter les enfants et leurs parents à utiliser les jouets pour s'exprimer en musique. 
En 2014, il publie Rencontre pour commémorer les 50 ans de l'immigration marocaine et turque en Belgique. Ce CD, réalisé en collaboration avec Mohamed Al Moklis et Emre Gültekin, propose des musiques traditionnelles, revisitées ou métissées pour découvrir la richesse de la diversité culturelle issue de l'immigration.
Pierre Chemin a fait partie d'Autre chose pour rêver, une association œuvrait à la promotion de la chanson de qualité pour enfants.
Comme réalisateur, Pierre Chemin a initié ou participé à de nombreux projets audiovisuels. En 1988, il réalise le film « Monchevau », une coproduction RTBF & Ligue belge des parents d’enfants handicapés mentaux. En 2006, il participe au projet du film muet « En noir et blanc » réalisé sur base d’images de films d’archives du Musée royal de l’Afrique centrale (1912 à 1960). En 2015, il coréalise avec Tülin Özdemir le film : « Özge et sa petite Anatolie». En 2022/2023, il coréalise avec Laura Dachelet le documentaire "Toutes ces histoires qui nous racontent" sur les enjeux et l'impotance de la tradition et transmission orale .

## Discographie
- 1979 : Parents si vous chantiez (disque 33 tours)
- 1993 : Le Cordon Musical (Disque d'or en 2004)
- 1998 : Le Cordon Pictural
- 1999 : Le Cordon Nord/Sud
- 2010 : Le Jouet Musical
- 2014 : Rencontre[7]